# Juan de la Cosa
Juan de la Cosa (Santoña, Espanha, 1460 – Turbaco, Colômbia, 1510) foi um navegador, explorador, conquistador e cartógrafo espanhol.
Autor do mais antigo mapa-múndi preservado em que aparece o continente americano, Juan de la Cosa foi codescobridor da América em 1492 como comandante da nau Santa Maria (capitânia do almirante Cristóvão Colombo).

## Biografia
Pouco se sabe acerca de sua biografia até ao ano de 1488, em que Bartolomeu Dias regressou a Portugal depois de haver cruzado o Cabo da Boa Esperança. É possível que Juan de la Cosa se encontrasse em Lisboa como espião dos Reis Católicos.
Em 1492 participou da primeira expedição de Cristóvão Colombo, sendo o proprietário da nau Santa Maria (Marigalante, segundo alguns autores), capitânia da expedição. As suas relações com Colombo não foram muito boas, tendo sido acusado pelo Almirante de ter sido o responsável pelo naufrágio da embarcação durante a noite de Natal de 1492. Entretanto, Juan de la Cosa participou da segunda viagem de Colombo, tendo recebido de Isabel I de Castela uma recompensa pela perda de seu navio (28 de fevereiro de 1494).

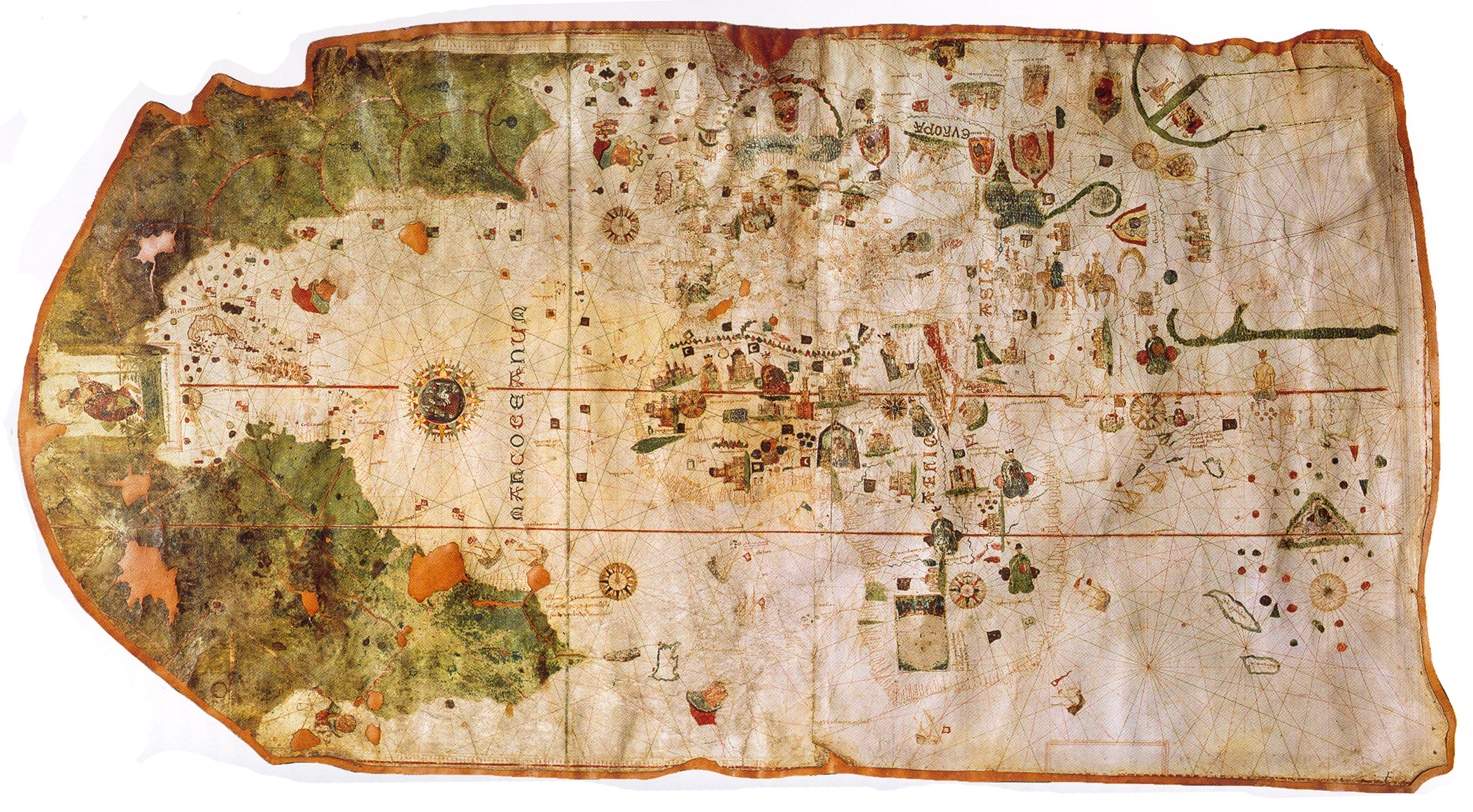
Mapa de Juan de la Cosa (1500), no Museu Naval de Madrid.

Em 1499, participou como piloto principal na expedição de Alonso de Ojeda. No curso dessa viagem foram exploradas as costas entre a desembocadura do Rio Orinoco e o cabo de la Vela, tendo Juan de la Cosa sido ferido por uma flecha indígena. No regresso dessa viagem, confeccionou em 1500, no porto de Santa Maria, a pedido dos Reis Católicos, o seu famoso mapa, no qual reúne e apresenta todas as terras descobertas pelos portugueses e espanhóis até à data, compreendidas as descobertas feitas por Sebastião Caboto. Este mapa encontra-se atualmente no Museu Naval de Madrid. Dele existe uma cópia facsimilada na mapoteca do Ministério das Relações Exteriores, no Rio de Janeiro, uma vez que é o primeiro mapa a representar cartográficamente o litoral do Brasil, num trecho do Cabo de Santo Agostinho em Pernambuco até a Costa Norte.
Em outubro de 1500, Juan de la Cosa realizou a sua quarta viagem, como capitão e co-responsável, juntamente com Rodrigo de Bastidas. Nessa expedição foram percorridas costas entre o cabo de la Vela e Darién, tendo sido encontradas expressivas quantidades de ouro. Como recompensa, a rainha nomeou-o Comissário Principal de Urabá.
Em 1503, a rainha encarregou-o de uma delicada missão de espionagem em terras portuguesas, da qual não se saiu muito bem. Foi preso e a rainha teve que intervir pessoalmente em favor da sua libertação. Após esse episódio, o explorador solicitou à Coroa uma permissão, a fim de ampliar as descobertas. Obtida a permissão, Juan de la Cosa realizou a sua quinta viagem, dessa vez como Capitão-Geral, com quatro embarcações. A expedição margeou as costas entre a Ilha Margarita e o golfo de Urabá, recuperando na área da futura Cartagena das Índias os homens de Cristóbal Guerra e dirigindo-se em seguida a Hispaniola ("La Española").
Regressou à Espanha em 1506 e, no ano seguinte, foi encarregado pela Casa de Contratação de dirigir um pequeno esquadrão de vigilância das costas entre Cádiz e o cabo de São Vicente, zona freqüentada por piratas.
Em 1508, participou, em companhia de Vicente Yáñez Pinzón, Juan Díaz de Solís e Américo Vespúcio, da comissão durante a qual se discutiu um projeto de expedição até à Ásia pela rota Ocidental.
A sua sexta e última viagem realizou-se em 1510, em companhia de Alonso de Ojeda e de Nicuesa, tendo recebido do rei Fernando V de Castela uma importante ajuda. Instalou-se com a sua família nas novas terras com o cargo de Tenente-governador. Apesar dos pedidos em contrário de Juan de la Cosa, Ojeda decidiu desembarcar na região onde mais tarde seria fundada a cidade de Cartagena das Índias, na actual Colômbia. Os exploradores venceram o primeiro confronto com os indígenas e Juan de la Cosa foi encarregado de infiltrar-se no interior das terras até Turbaco. Nessa missão, foi surpreendido por um grupo de indígenas que, utilizando flechas envenenadas, mataram tanto Juan de la Cosa como os seus homens.